# Айла Мерілуото
Айла Мерілуото (фін. Aila Marjatta Meriluoto-Paakkanen; 10 січня 1924, Пієксямякі — 21 жовтня 2019) — фінська поетеса, письменниця, перекладачка. Належить до кола фінських модерністів.
Дружина фінського поета Лаурі Війта (1916—1965).

## Біографія
Освіту здобула вдома, у батьків-професорів — Каарло Мерілуото та Гільї Керппола. Перша книжка поезій вийшла, коли авторці було 22 роки. Належить до поетів, які стали виразниками післявоєнних настроїв та переживань фінської нації. Зокрема й тому стала лауреатом Державних премій (1947, 1953, 1959).
Всього вийшло 14 поетичних збірок, при чому три з них у 2000-х роках, після багатрічної перерви. Пише для дітей, спогади (про чоловіка Лаурі Війта), з 1970-х років — романи.
Популярна серед сучасної фінської молоді. Добре відома у США завдяки якісним перекладам англійською мовою.

## Твори

### Вірші
- Lasimaalaus, WSOY 1946
- Sairas tyttö tanssii, WSOY 1952
- Pahat unet, WSOY 1958
- Portaat, WSOY 1961
- Asumattomiin, WSOY 1963
- Tuoddaris, WSOY 1965
- Silmämitta, WSOY 1969
- Elämästä, WSOY 1972
- Varokaa putoilevia enkeleitä, WSOY 1977
- Talvikaupunki, WSOY 1980
- Ruusujen sota, WSOY 1988
- Kimeä metsä, WSOY 2002
- Kootut runot, WSOY 2004
- Miehen muotoinen aukko, WSOY 2005

### Біографічні твори
- Lauri Viita, WSOY 1974
- Lasimaalauksen läpi, WSOY 1986
- Vaarallista kokea. Päiväkirja vuosilta 1953—1975, WSOY 1996
- Mekko meni taululle, WSOY 2001

### Романи
- Peter-Peter (Петер-Петер), WSOY 1971
- Kotimaa kuin mies (Вдома, де чоловік), WSOY 1977
- Sisar vesi, veli tuli (Сестра-вода, брат-вогонь), WSOY 1979

### Дитяча та підліткова література
- Pommorommo (Поммороммо), WSOY 1956
- Ateljee Katariina (Ательє Катаріна), WSOY 1965
- Meidän linna (Наша фортеця), WSOY 1968
- Vihreä tukka (Зелене волосся), WSOY 1982